# Rock Mills (Alabama)
Rock Mills statisztikai település az USA Alabama államában, Randolph megyében. Lakosainak száma 603 fő (2020. április 1.).

## Népesség
A település népességének változása:

| 2010 | 600 |
| 2020 | 603 |